# Яблонове
Яблонове (словац. Jablonové) — село, громада округу Малацки, Братиславський край, південно-західна Словаччина, регіон Загоріє. Кадастрова площа громади — 13,18 км².
Населення 1299 осіб (станом на 31 грудня 2017 року).

## Географія
Протікають річка Мочярка і Яблоновський потік.

## Історія
Яблонове згадується в 1206 році.

## Населення
| Рік:            | 1994. | 2004.   | 2014.    | 2024.    |
| --------------- | ----- | ------- | -------- | -------- |
| Кількість осіб: | 1027  | 1082    | 1206     | 1429     |
| Різниця:        |       | +5,35 % | +11,46 % | +18,49 % |

| Рік:            | 2023. | 2024.   |
| --------------- | ----- | ------- |
| Кількість осіб: | 1419  | 1429    |
| Різниця:        |       | +0,70 % |